# 大念処経
『大念処経』（だいねんじょきょう、巴: Mahāsatipaṭṭhāna-sutta, マハーサティパッターナ・スッタ）とは、パーリ仏典経蔵長部の第22経。
なお、中部の第10経にも『念処経』（巴: Satipaṭṭhāna-sutta, サティパッターナ・スッタ）という似た名の経典がある。
類似の伝統漢訳経典としては、『中阿含経』（大正蔵26）の第98経「念処経」等がある。
経名の通り、四念処をはじめとする瞑想（正念）実践についての内容が詳述されている。

## 構成

### 登場人物
- 釈迦

### 場面設定
釈迦がクル国のカンマーサダンマに滞在していた際、比丘たちに、涅槃に至る唯一（一乗）の道として、四念処、五蓋、五蘊、六処、七覚支、四諦、三苦、八苦、八正道などを説いた。
比丘たちは歓喜して信受した。

## 内容
Kathañca bhikkhave, bhikkhu sato hoti: 

idha bhikkhave, bhikkhu kāye kāyānupassī viharati ātāpīsampajānoatimā vineyya loke abhijjhādomanassaṃ,

vedanāsu vedanānupassī viharati ātāpī sampajāno satimā vineyya loke abhijjhādomanassaṃ,

citte cittānupassī viharati ātāpī sampajāno satimā vineyya loke abhijjhādomanassaṃ

dhammesu dhammānupassī viharati ātāpī sampajāno satimā vineyya loke abhijjhādomanassaṃ. 

Evaṃ kho bhikkhave, bhikkhu sato hoti.

比丘たちよ、では、比丘は、どのように気づいて（サティ）いるのか？

比丘はいま、身（kāye）について、身を観つづけ、正知をそなえ、気づき（サティ）をそなえ、世における貪欲と憂いを除いて住む。

受（ヴェダナー）について、受を観つづけ、正知をそなえ、気づきをそなえ、世における貪欲と憂いを除いて住む。

心（チッタ）について、心を観つづけ、正知をそなえ、気づきをそなえ、世における貪欲と憂いを除いて住む。

法（ダルマ）について、法を観つづけ、正知をそなえ、気づをそなえ、世における貪欲と憂いを除いて住む。

比丘たちよ、比丘はじつにそのようして、正念のものとなる。
—パーリ仏典, 長部 大念処経, Sri Lanka Tripitaka Project

## 日本語訳
- 『南伝大蔵経・経蔵・長部経典2』（第7巻） 大蔵出版
- 『パーリ仏典 長部（ディーガニカーヤ）大篇II』 片山一良訳 大蔵出版
  - 『パーリ仏典にブッダの禅定を学ぶ―『大念処経』を読む』 片山一良 大法輪閣 2012年
- 『原始仏典 長部経典2』 中村元監修 春秋社